# Paramahamsa-parivrayaka-upanishad
El Paramajamsa-parivrayaka-upanishad es uno de los casi 300 textos hinduistas Upanishads, que están escritos en idioma sánscrito. Forma parte de los 108 Upanishads principales, y entre estos, es uno de los 31 Upanishads relacionados con el Atharva-veda (el cual es uno de los textos más antiguos de la India, de principios del I milenio a. C.).
Entre los 108 Upanishad principales se lo clasifica como uno de los 17 sanniasa-upanishad (‘Upanishads para renunciantes’).

## Nombre sánscrito
- paramáhaṃsaparivrājakopaniṣad, en el sistema AITS (alfabeto internacional para la transliteración del sánscrito).[3]
- परमहंसपरिव्राजकोपनिषद्, en escritura devanagari del sánscrito.[3]
- Pronunciación:
  - /paramájamsa parivraayákopanishád/ en sánscrito védico[3] o bien
  - /paramajámsa parivrayáka upánishad/ en varios idiomas modernos de la India (como el hindí, el maratí o el palí).
- Etimología: ‘el Upanishad [ese conocimiento que se aprende a los pies de un maestro] del supremo cisne errante’[3]
  - paramáhaṃsa: ‘cisne supremo’, sabio varón que aunque está en la laguna de la ignorancia (el universo material) no es tocado por el agua ―como los cisnes―; también simboliza la discriminación espiritual, ya que en la India se afirma que el ave jamsa puede sorber de un recipiente una mezcla de agua con leche, y extraer solamente la leche.[4]
    - paramá: ‘supremo’;
    - haṃsa: cognado del español «ganso», algún animal acuático como el cisne, la oca o el ganso; tradicionalmente se traduce como ‘cisne’;

  - parivrājaka: un religioso que mendiga solo lo necesario para sobrevivir sin necesidad de trabajar, y puede dedicar todo su tiempo a pensar;
    - pari: ‘alrededor’, cognado del griego peri (‘alrededor’);
    - vraja: sendero, vagabundear;

  - upaniṣad: ‘aquel que se sienta debajo’,

- Paramajamsa-parivrayaka-dharma-samgraja, nombre de un texto sánscrito.
- Paramajamsa Parivrayaka Acharia, otro nombre de Sankaracharia[5]

## Contenido
El Paramajamsa-parivrayaka-upanishad se presenta como una breve conversación entre Brahmá (el dios de cuatro cabezas que creó este universo) y su padre, el dios Adi Naráiana. El texto comienza y termina con una invocación general a los dioses y luego se dirige en particular a
Indra (el rey de los dioses),
Suria (el dios del sol),
Garuda (el águila dios de las aves y vehículo de Naráiana) y
Brihaspati (el dios de los gurús)
para el bienestar de todos y para disfrutar del tiempo de vida que los dioses les asignan a los seres humanos. La oración concluye que un deseo de paz para el mundo.
Al principio, Brahmá le pide a su padre que lo ilumine acerca de la personalidad de un paramahamsa, el que renuncia al mundo como un monje mendicante, un asceta que vive totalmente de la caridad.
El dios Adi Naráiana le explica a su hijo, el dios de cuatro cabezas Brahmá que el paramajamsa es un monje mendicante que busca la renuncia.
El paramajamsa tiene varias características: 
- no tonsura su cabeza (como un estudiante célibe brahmachari),
- no tiene iagñopavita (‘cordón sagrado’ que cuelga sobre su hombro izquierdo),
- subsiste con una alimentación similar a la de un jamsa (ganso), y
- obtiene esa comida a partir de cinco hogares (para no depender de una única persona) siempre diferentes (para no apegarse) sin llevar el típico «tazón de limosna» de los brahmanes ortodoxos.[7]

Adi Narayana le explica que un renunciante es una persona inteligente que superó el duro sendero del aprendizaje de memoria del Rig-veda (el texto más antiguo de la India, de mediados del II milenio a. C.) en compañía de un gurú. El renunciante primero debe haber sido estudiante célibe (brahmachari), después casarse y tener hijos como grijasta (padre de familia), después abandonar a su familia e irse al bosque a vivir (como vanaprastha, ‘habitante del bosque’). Entonces el varón debe entregar todas sus ambiciones y su ego, y convertirse en renunciante (sanniasi).
Sin embargo el varón puede alcanzar la etapa de renunciante saltando directamente desde la etapa de estudiante virgen, o incluso independientemente de si ha seguido los mandatos de las escrituras sagradas o si no los ha seguido, si ha realizado de sacrificios védicos de fuego, si ha mantenido una fogata sagrada en su hogar, o no. Pero para convertirse en completo renunciante tiene que obtener la aprobación de sus padres, o de su esposa, o de sus compañeros cercanos, y si ninguno de ellos está disponible, debe buscar la aprobación de un discípulo o de la persona que comparte su residencia.